# Insubrer

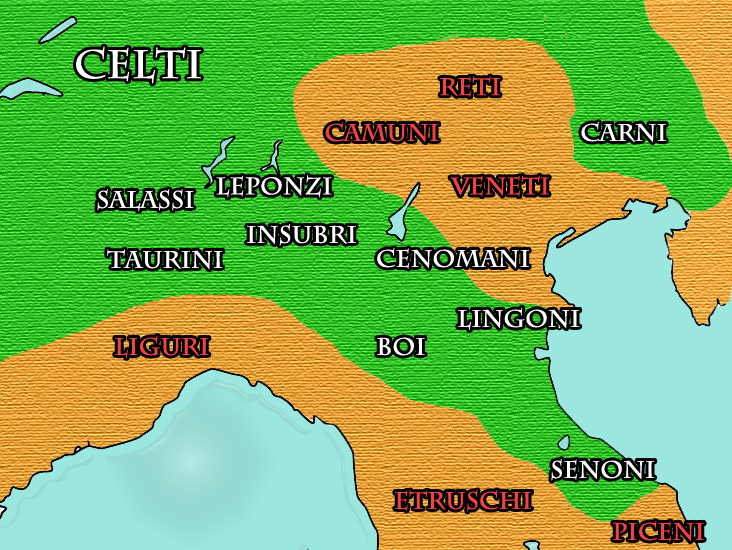
Gallia cisalpina

Die Insubrer (lateinisch Insubri) waren ein keltischer Stamm, der sich in der frühen Eisenzeit nördlich des Po, im von den Römern Gallia cisalpina genannten Gebiet, niederließen. Das Stammesgebiet wurde dabei im Westen vom Ticino, im Osten vom Serio begrenzt. Keltische Nachbarstämme waren im Westen die Tauriner, im Osten die Boier und Lingonen, im Norden die Lepontier, während im Süden die Ligurer lebten und von den Kelten in Richtung Küste zurückgedrängt wurden. Nach Titus Livius waren die Insubrer ein Gau der Haeduer. Hauptort des Stammes war Mediolanum, das heutige Mailand.
Die Einwanderung erfolgte um 400 v. Chr., als das Gebiet von den Etruskern beherrscht wurde. Unter römische Herrschaft geriet die Poebene im Keltenkrieg in Oberitalien in den Jahren 223/222 v. Chr., doch wurde die römische Oberherrschaft erschüttert, als die Karthager unter Hannibal 218 v. Chr. das Gebiet durchzogen. Nach dem Sieg in den Punischen Kriegen gelang es den Römern aber, im Jahr 194 v. Chr. ihre Herrschaft im cisalpinischen Gallien zu erneuern. Die Insubrer erhielten 49 v. Chr. das römische Bürgerrecht; seit 42 v. Chr. zählte ihr Gebiet zu Italien.